# Isabel Vega
Isabel Vega ist eine kolumbianisch-US-amerikanische Dokumentarfilmerin.

## Leben
Isabel Vegas stammt ursprünglich aus Kolumbien. Sie studierte Filmtheorie an der Wesleyan University. Ursprünglich interessierte sie sich für Fiktion, arbeitete aber für HBO an dem Dokumentarfilm Thin und begann sich für Nonfiktion zu interessieren.
Die Idee zu La Corona kam ihr nach einem Artikel in einer Zeitung, die von einem Schönheitswettbewerb in einem Gefängnis in Bogotá berichtete. Zusammen mit Amanda Micheli beantragte sie das Filmen von Insassen in dem Frauengefängnis in Bogotá. Der Dreh musste unter strengen Sicherheitsvorkehrungen stattfinden. La Corona bei der 80. Oscarverleihung 2018 in der Kategorie „Bester Dokumentar-Kurzfilm“ nominiert. Zudem gewann sie einen IDA Award und erhielt eine Lobende Erwähnung beim Sundance Film Festival 2008.
2023 führte sie Regie beim Film Living Loud.

## Filme

### Regie
- 2008: La Corona
- 2023: Living Loud

### Produktion
- 2006: Too Hot Not to Handle
- 2006: Thin
- 2007: Gordon Ramsay: Chef ohne Gnade (1 Folge)
- 2010: DC Cupcakes (6 Folgen)
- 2010: Sturgis: The Wild Ride
- 2012: Bounty Wars (3 Folgen)